# Mordellistena distorta
Mordellistena distorta es una especie de coleóptero de la familia Mordellidae.

## Distribución geográfica
Habita en Nicaragua.